# Arthur Bernardes (allenatore di calcio)
Arthur Bernardes (Rio de Janeiro, 15 maggio 1955) è un allenatore di calcio brasiliano, tecnico del Rayong.

## Carriera
Durante la propria carriera ha allenato in Portogallo, Arabia Saudita, EAU, Corea del Sud, Perù e Angola. In patria ha allenato per brevi periodi América Mineiro, Atlético Mineiro, Fluminense e Botafogo.
Nel 1997 s'impone nel campionato degli Emirati Arabi Uniti alla guida dell'Al-Wasl: dopo aver concluso al sesto posto il campionato regolare, vince i play-off e si aggiudica la competizione.

## Palmarès

### Allenatore

#### Competizioni nazionali
- Campionato emiratino: 1

Al-Wasl: 1996-1997
- Kuwait Crown Prince Cup: 1

Al-Kuwait: 2010
- Kuwait Super Cup: 1

Al-Kuwait: 2010

#### Competizioni statali
- Campionato Pernambucano: 1

Sport Recife: 1991
- Campionato Baiano: 1

Bahia: 1994
- Copa Paulista: 1

Juventus-SP: 2007

#### Competizioni internazionali
- Coppa delle Coppe dell'AFC: 1

Al-Shabab: 2001